# 吴健雄学院
吴健雄学院是东南大学的一个学院，为了纪念原国立中央大学物理系校友吴健雄女士。

## 与吴健雄的渊源
- 1930年吴健雄入中央大学数学系，一年后转入物理系，师从近代物理学家施士元、光学家方光圻、天文学家张钰哲、电磁学家倪尚达等教授；1934年毕业
- 1990年，吴健雄曾受聘为东南大学名誉教授；
- 东南大学1992年建立“吴健雄实验室”；
- 1997年吴健雄逝世后，东南大学在2002年建立“吴健雄纪念馆”，
- 2003年建立“吴健雄学院”。

## 院长
- 丁肇中（2004年受聘于东南大学担任名誉院长）
- 东南大学校长易红兼任学院院长

## 专业设置
- “电子信息类强化班”
- “机械动力类强化班”
- “杨廷宝班”
- “高等理工实验班”